# Sharon Stouder
Sharon Marie Stouder (Altadena, Kalifornija, 9. studenog 1948. – 23. lipnja 2013.) je bivša američka plivačica.
Kao 15-godišnjakinja osvojila je tri zlatne i jednu srebrnu medalju na OI u Tokiju. U utrci na 100 m slobodno bila je druga u povijesti koja je tu dionicu isplivala u vremenu ispod 1 minute. 
1972. godine primljena je u Kuću slavnih vodenih sportova.

## Vanjske poveznice
- Životopis na stranicama Međunarodne kuće slavnih vodnih sportova  Arhivirana inačica izvorne stranice od 1. lipnja 2012. (Wayback Machine)